# Mühlenteich und Stadtbach (Düren)

Be- und Entwässerung in Düren

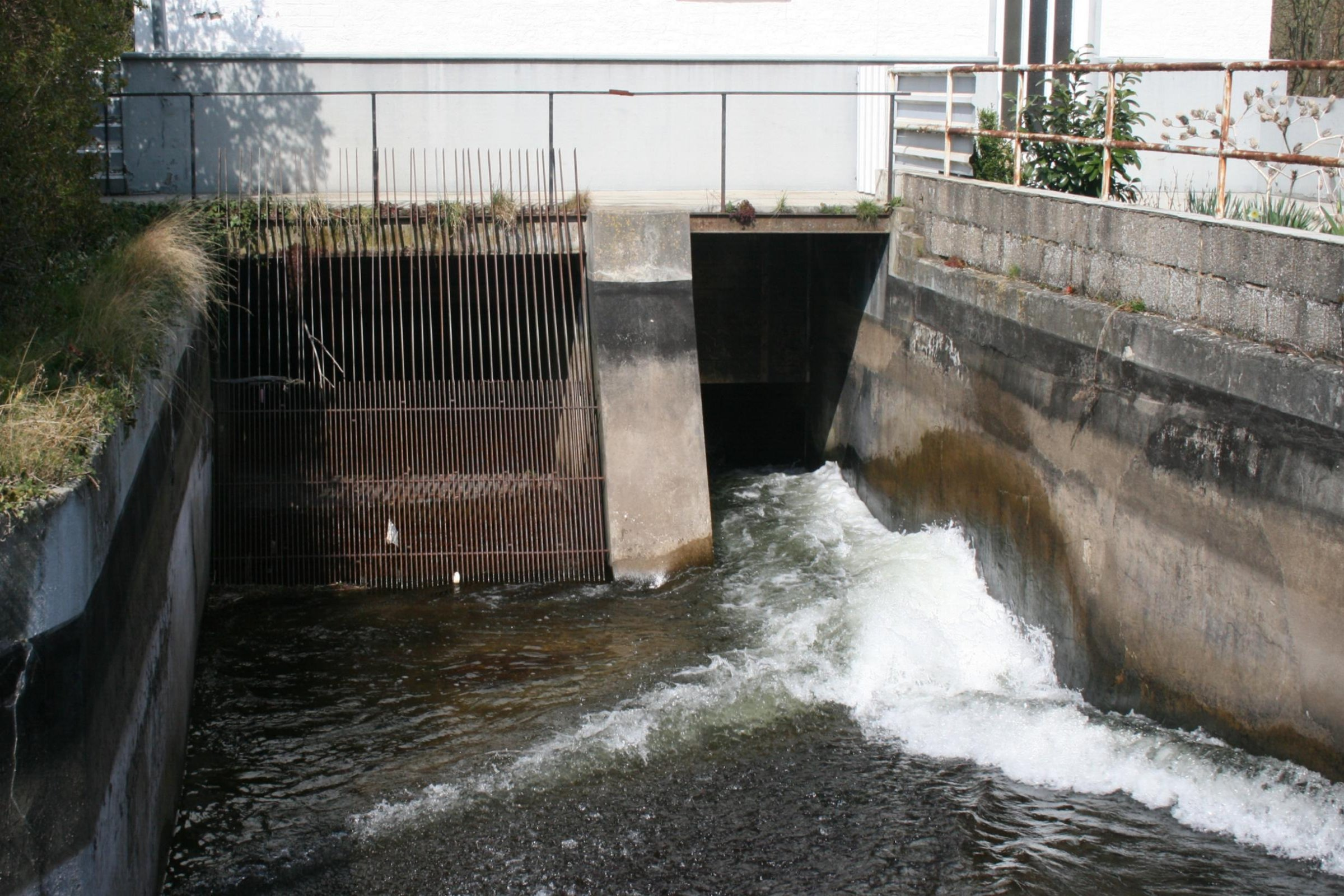
Lendersdorfer Mühlenteich im Bereich der Boisdorfer Mühle in Düren (OT Lendersdorf)

Dürener Mühlenteich und Stadtbach waren und sind innerörtliche Wasserläufe in der Kreisstadt Düren, Nordrhein-Westfalen. Sie sind nur ein Teil der Mühlenteiche im Altkreis Düren.
Die Stadt Düren ist ein Geschenk des Mühlenteiches, ein kleiner künstlicher Nebenarm der Rur, jener Wasserlauf der heute oberhalb von der Lendersdorfer Brücke aus der Rur tritt. Ohne diesen Mühlenteich hätte Düren sich nicht zu einer Stadt entwickelt. Der Dürener Mühlenteich trieb nicht nur die alten Mühlen an, er floss auch als Stadtbach durch fast alle Straßen der Stadt und lieferte nicht nur Brauern, Gerbern, Tuchmachern, Haushalten usw. das nötige Wasser, sondern war geradezu städtische Wasserleitung und Entsorgungskanal von damals. Für das Trinkwasser dafür gab es öffentliche Brunnen.

## Versorgung des Stadtbaches mit Wasser durch den Mühlenteich
In der heutigen Friedrichstraße, die bis zum 7. Mai 1889 noch Bachstraße hieß, floss ein am Courtenbachshof in der oberen Oberstraße, wo sich auch ein Wehr befand, aus dem Mühlenteich abgeleiteter offener Bach und mündete an der Ecke Bonner- und Hohenzollernstraße als den höchstgelegenen Punkt der Stadt in den Stadtgraben außerhalb der Stadtmauer.
Nun hat das Wasser der Rur den Nebenarm „Mühlenteich“ und das Stauwehr am Courtenbachshof in der Oberstraße über die Bachstraße (heute Friedrichstraße) bis zur Bonner Straße/Ecke Hohenzollernstraße erreicht, um dann in den Stadtgraben zu fließen – Aber wie kam das Wasser ins Innere der Stadt, um den Stadtbach mit lebensnotwendigem Wasser zu füllen?
Das Mühlenteichwasser durchfloss damals den Stadtgraben östlich sowie auch die westliche Seiten der Stadtmauer bis zum tiefsten Punkt an der Philippstraße (Höhenunterschied und natürliches Gefälle damals ca. 5 Meter) - Der Versorgungspunkt des Stadtbaches mit Wasser war die heutige Stürtzstraße (Düren)/Ecke Altenteich. Der obere Altenteich von heute hatte im Mittelalter und auch später noch keinen Durchgang zur Stürtzstraße, weil sie durch die Stadtmauer und diverse alte Häuser versperrt wurde. Nur eine „Kalle“ mundartlich für Rohr, unter der alten Stadtmauer ermöglichte den Durchfluss des Wassers zur Speisung des Stadtbaches. Daher nannte man den oberen Teil des Altenteiches bis zum Steinweg damals auch „Op de Kallen“ und wurde schon Anno 1441 als solches so erwähnt.
Der alte Stadtbach von Düren war nicht nur Lebensader und Wasserversorger für die Betriebe und privaten Haushalte, sondern auch als Abwasser und Entsorgungskanal.
Im Mittelalter muss es in Düren ja richtig zum Himmel gestunken haben, denn die vielen Haushalte und Betriebe schütteten alles in den Stadtbach rein, von Gewerbeabfällen bis hin zum Kot der Menschen und Fleischresten der Metzger und den Gerbern.

## Tägliche Reinigung des Stadtbaches
Einmal am Tag, meistens abends, wurden die Wehrschleusen am Courtenbachshof geöffnet und der Stadtbach mit Wasser geflutet, um allen Unrat über Schießbach an Philippstraße zu entsorgen.
Der alte Stadtbach wurde nach vorheriger Restaurierung 1894/95 mit Eisenplatten überdeckt und später kanalisiert.